# Medina crocea
Medina crocea là một loài ruồi trong họ Tachinidae.